# الحمة (الملاجم)

تعديل مصدري - تعديل

الحمة هي إحدى قرى عزلة عفار آل مفتاح بمديرية الملاجم التابعة لمحافظة البيضاء، بلغ تعداد سكانها 266 نسمة حسب تعداد اليمن لعام 2004.